# Me contro Te
Me contro Te ist ein italienisches YouTuber-Duo aus Sizilien, das seit 2014 aktiv ist.

## Werdegang
Luigi Calagna (* 1992) und Sofia Scalia (* 1997) stammen aus Partinico (Metropolitanstadt Palermo). Sie begannen 2014, auf YouTube unter dem Namen Me contro Te Videos von Challenges zu veröffentlichen. Rasch erreichten sie ein immer größeres Publikum, hauptsächlich bei Unter-Zehnjährigen. Mit zunehmender Bekanntheit weiteten sie ihre Aktivitäten aus und veröffentlichten Merchandise: Sammelalben, Spiele, Bücher. Wichtiger Bestandteil ihrer Videos ist auch Slime. Die italienische Elternvereinigung Moige (Movimento Italiano Genitori) zeichnete das Duo 2018 für die pädagogisch wertvollen Inhalte ihrer Videos aus. Me contro Te ist der meistgesehene italienische Unterhaltungskanal auf YouTube.
2017 übernahmen Me contro Te die Hauptrollen in der Fernsehserie Like Me auf Disney Channel. Seitdem veröffentlichten sie auch mehrere eigene Lieder. Unter der Regie von Gianluca Leuzzi kam 2020 schließlich der erste Film des Duos in die italienischen Kinos, der Rekordeinspielergebnisse erzielte. Wenig später erreichte ihr erstes Musikalbum Il Fantadisco dei Me contro Te die Spitze der italienischen Albumcharts.

## Diskografie
Alben

| Jahr | Titel Musiklabel                                  | Höchstplatzierung, Gesamtwochen, AuszeichnungChartsChartplatzierungen (Jahr, Titel, Musiklabel, Platzierungen, Wochen, Auszeichnungen, Anmerkungen) | Anmerkungen                                               |
| Jahr | Titel Musiklabel                                  | IT | Anmerkungen                                               |
| ---- | ------------------------------------------------- | --- | --------------------------------------------------------- |
| 2020 | Il Fantadisco dei Me contro Te Warner Music       | IT1 Platin · (40 Wo.)IT | Erstveröffentlichung: 14. Februar 2020 Verkäufe: + 50.000 |
| 2022 | La Fantacompilation dei Me contro Te Warner Music | IT24 (1 Wo.)IT | Erstveröffentlichung: 29. April 2022                      |
| 2023 | Natale con Luì e Sofì Warner Music                | IT15 (4 Wo.)IT | Erstveröffentlichung: 24. November 2023                   |

Singles
- 2017: Princesa (IT: Gold)
- 2017: Signor S (IT: Gold)
- 2018: Kira e Ray
- 2019: La vita è un circo
- 2019: La vendetta del signor S (IT: Gold)
- 2020: Insieme (IT: Gold)

## Filmografie
- 2017: Like Me: Italy (Fernsehserie)
- 2020: Me contro Te Il Film – La Vendetta del Signor S
- 2021: Me contro Te: Il mistero della scuola incantata

## Bibliografie (Auswahl)
- Divertiti con Luì e Sofì. Il Fantalibro dei Me contro Te. Mondadori Electa, 2018. ISBN 978-8891817594.
- Entra nel mondo di Luì e Sofì. Il Fantalibro dei Me contro Te. Mondadori Electa, 2019. ISBN 978-8891821423.
- Le fantafiabe di Luì e Sofì. Mondadori Electa, 2019. ISBN 978-8891827456.

## Belege
1. ↑  Lavinia Farnese: Me contro Te, attenti a questi due. In: VanityFair.it. 24. Januar 2020, abgerufen am 22. Februar 2020 (italienisch).
2. ↑  Antonella Silvestri: “Il Fantadisco dei Me contro te” racconta le storie di Luì e Sofì. 14. Februar 2020, abgerufen am 23. Februar 2020 (italienisch).
3. ↑  Michela Rovelli: «Me Contro Te», chi sono Luì e Sofì: la coppia di YouTube che batte Zalone al cinema. In: Corriere.it. 22. Januar 2020, abgerufen am 23. Februar 2020 (italienisch).
4. ↑  Me contro Te conquistano anche la hit parade. ANSA, 21. Februar 2020, abgerufen am 22. Februar 2020 (italienisch).
5. ↑  Alben von Me contro Te. In: Italiancharts.com. Hung Medien, abgerufen am 29. Januar 2024 (italienisch).
6. ↑  Certificazioni. FIMI, abgerufen am 23. Dezember 2024 (italienisch).